# Campeonato Neerlandés de Fútbol 1933-34
El Campeonato Neerlandés de Fútbol 1933/34 fue la 46.ª edición del campeonato de fútbol de los Países Bajos. Participaron 50 equipos divididos en cinco divisiones. El campeón nacional sería determinado por un grupo final formado con los ganadores de las divisiones de fútbol del este, norte, sur y dos del oeste. Ajax ganó el campeonato de este año.

## Nuevos participantes
Eerste Klasse Este:
- Promovido desde la 2ª división: HVV Hengelo

Eerste Klasse Oeste-I:
- Trasladado desde Oeste-II: AFC Ajax, HFC Haarlem y Sparta Rotterdam
- Promovido desde la 2ª división: Koninklijke HFC

Eerste Klasse Oeste-II:
- Trasladado desde Oeste-I: DHC Delft, HBS Craeyenhout y RCH
- Promovido desde la 2ª división: SBV Excelsior

## Divisiones

### Eerste Klasse Este
| Pos | Equipo          | PJ | PG | PE | PP | GF | GC | Pts | DG  | Notas                                     |
| --- | --------------- | -- | -- | -- | -- | -- | -- | --- | --- | ----------------------------------------- |
| 1   | Heracles        | 18 | 14 | 3  | 1  | 57 | 15 | 31  | +42 | Clasificado al grupo final por el título. |
| 2   | Go Ahead        | 18 | 11 | 5  | 2  | 65 | 25 | 27  | +40 |                                           |
| 3   | SC Enschede     | 18 | 10 | 3  | 5  | 58 | 31 | 23  | +27 |                                           |
| 4   | PEC Zwolle      | 18 | 8  | 1  | 9  | 43 | 45 | 17  | -2  |                                           |
| 5   | Vitesse         | 18 | 6  | 4  | 8  | 40 | 45 | 16  | -5  |                                           |
| 6   | HVV Tubantia    | 18 | 7  | 2  | 9  | 36 | 51 | 16  | -15 |                                           |
| 7   | AGOVV Apeldoorn | 18 | 6  | 3  | 9  | 25 | 44 | 15  | -19 |                                           |
| 8   | FC Wageningen   | 18 | 4  | 5  | 9  | 22 | 37 | 13  | -15 |                                           |
| 9   | Enschedese Boys | 18 | 5  | 2  | 11 | 26 | 43 | 12  | -17 |                                           |
| 10  | HVV Hengelo     | 18 | 3  | 4  | 11 | 27 | 63 | 10  | -36 | Descendido a la segunda división.         |

PJ = Partidos jugados; PG = Partidos ganados; PE = Partidos empatados; PP = Partidos perdidos; GF = Goles a favor; GC = Goles en contra; Pts = Puntos; DG = Diferencia de goles

### Eerste Klasse Norte
| Pos | Equipo          | PJ | PG | PE | PP | GF | GC | Pts | DG  | Notas                                     |
| --- | --------------- | -- | -- | -- | -- | -- | -- | --- | --- | ----------------------------------------- |
| 1   | Velocitas 1897  | 18 | 16 | 0  | 2  | 87 | 24 | 32  | +63 | Clasificado al grupo final por el título. |
| 2   | Be Quick 1887   | 18 | 13 | 2  | 3  | 70 | 26 | 28  | +44 |                                           |
| 3   | GVAV Rapiditas  | 18 | 12 | 2  | 4  | 68 | 42 | 26  | +26 |                                           |
| 4   | VV Leeuwarden   | 18 | 8  | 3  | 7  | 38 | 42 | 19  | -4  |                                           |
| 5   | Veendam         | 18 | 8  | 2  | 8  | 62 | 56 | 18  | +6  |                                           |
| 6   | LVV Friesland   | 18 | 7  | 2  | 9  | 46 | 56 | 16  | -10 |                                           |
| 7   | Achilles 1894   | 18 | 6  | 3  | 9  | 39 | 57 | 15  | -18 |                                           |
| 8   | Sneek Wit Zwart | 18 | 5  | 1  | 12 | 31 | 60 | 11  | -29 |                                           |
| 9   | LAC Frisia 1883 | 18 | 5  | 0  | 13 | 40 | 63 | 10  | -23 |                                           |
| 10  | MVV Alcides     | 18 | 2  | 1  | 15 | 36 | 91 | 5   | -55 | Descendido a la segunda división.         |

PJ = Partidos jugados; PG = Partidos ganados; PE = Partidos empatados; PP = Partidos perdidos; GF = Goles a favor; GC = Goles en contra; Pts = Puntos; DG = Diferencia de goles

### Eerste Klasse Sur
| Pos | Equipo               | PJ | PG | PE | PP | GF | GC | Pts | DG  | Notas                                     |
| --- | -------------------- | -- | -- | -- | -- | -- | -- | --- | --- | ----------------------------------------- |
| 1   | Willem II            | 18 | 13 | 2  | 3  | 44 | 28 | 28  | +16 | Clasificado al grupo final por el título. |
| 2   | LONGA                | 18 | 13 | 0  | 5  | 54 | 33 | 26  | +21 |                                           |
| 3   | PSV Eindhoven        | 18 | 9  | 4  | 5  | 45 | 31 | 22  | +14 |                                           |
| 4   | MVV Maastricht       | 18 | 9  | 2  | 7  | 46 | 44 | 20  | +2  |                                           |
| 5   | FC Eindhoven         | 18 | 7  | 3  | 8  | 32 | 30 | 17  | +2  |                                           |
| 6   | Bleijerheide         | 18 | 6  | 4  | 8  | 38 | 42 | 16  | -4  |                                           |
| 7   | NOAD                 | 18 | 5  | 4  | 9  | 28 | 33 | 14  | -5  |                                           |
| 8   | BVV Den Bosch        | 18 | 6  | 2  | 10 | 34 | 50 | 14  | -16 |                                           |
| 9   | NAC                  | 18 | 4  | 4  | 10 | 25 | 33 | 12  | -8  |                                           |
| 10  | Zeelandia Middelburg | 18 | 5  | 1  | 12 | 31 | 53 | 11  | -22 | Descendido a la segunda división.         |

PJ = Partidos jugados; PG = Partidos ganados; PE = Partidos empatados; PP = Partidos perdidos; GF = Goles a favor; GC = Goles en contra; Pts = Puntos; DG = Diferencia de goles

### Eerste Klasse Oeste-I
| Pos | Equipo           | PJ | PG | PE | PP | GF | GC | Pts | DG  | Notas                                     |
| --- | ---------------- | -- | -- | -- | -- | -- | -- | --- | --- | ----------------------------------------- |
| 1   | AFC Ajax         | 18 | 16 | 0  | 2  | 70 | 33 | 32  | +37 | Clasificado al grupo final por el título. |
| 2   | VSV              | 18 | 11 | 0  | 7  | 50 | 46 | 22  | +4  |                                           |
| 3   | Feijenoord       | 18 | 10 | 1  | 7  | 46 | 34 | 21  | +12 |                                           |
| 4   | ZFC              | 18 | 9  | 1  | 8  | 57 | 40 | 19  | +17 | [Oeste-II]                                |
| 5   | Sparta Rotterdam | 18 | 9  | 0  | 9  | 34 | 50 | 18  | -16 | [Oeste-II]                                |
| 6   | HFC Haarlem      | 18 | 7  | 2  | 9  | 40 | 48 | 16  | -8  | [Oeste-II]                                |
| 7   | ADO Den Haag     | 18 | 7  | 1  | 10 | 45 | 48 | 15  | -3  |                                           |
| 8   | Hermes DVS       | 18 | 7  | 1  | 10 | 51 | 55 | 15  | -4  | [Oeste-II]                                |
| 9   | Koninklijke HFC  | 18 | 5  | 2  | 11 | 29 | 48 | 12  | -19 |                                           |
| 10  | HVV 't Gooi      | 18 | 4  | 2  | 12 | 38 | 58 | 10  | -20 | Descendido a la segunda división.         |

PJ = Partidos jugados; PG = Partidos ganados; PE = Partidos empatados; PP = Partidos perdidos; GF = Goles a favor; GC = Goles en contra; Pts = Puntos; DG = Diferencia de goles
[Oeste-II] Equipos trasladados a la división Oeste-II para la próxima temporada.

### Eerste Klasse Oeste-II
| Pos | Equipo          | PJ | PG | PE | PP | GF | GC | Pts | DG  | Notas                                     |
| --- | --------------- | -- | -- | -- | -- | -- | -- | --- | --- | ----------------------------------------- |
| 1   | KFC             | 18 | 12 | 2  | 4  | 53 | 32 | 26  | +31 | Clasificado al grupo final por el título. |
| 2   | HBS Craeyenhout | 18 | 10 | 3  | 5  | 50 | 36 | 23  | +14 |                                           |
| 3   | Stormvogels     | 18 | 11 | 1  | 6  | 29 | 26 | 23  | +3  |                                           |
| 4   | DHC Delft       | 18 | 10 | 1  | 7  | 46 | 43 | 21  | +3  | [Oeste-I]                                 |
| 5   | DFC             | 18 | 8  | 1  | 9  | 43 | 43 | 17  | 0   |                                           |
| 6   | RCH             | 18 | 8  | 1  | 9  | 30 | 40 | 17  | -10 | [Oeste-I]                                 |
| 7   | Xerxes          | 18 | 7  | 2  | 9  | 52 | 54 | 16  | -2  | [Oeste-I]                                 |
| 8   | VUC             | 18 | 4  | 5  | 9  | 44 | 52 | 13  | -8  | [Oeste-I]                                 |
| 9   | SBV Excelsior   | 18 | 5  | 2  | 11 | 39 | 53 | 12  | -14 |                                           |
| 10  | FC Hilversum    | 18 | 4  | 4  | 10 | 34 | 41 | 12  | -7  | Descendido a la segunda división.         |

PJ = Partidos jugados; PG = Partidos ganados; PE = Partidos empatados; PP = Partidos perdidos; GF = Goles a favor; GC = Goles en contra; Pts = Puntos; DG = Diferencia de goles
[Oeste-I] Equipos trasladados a la división Oeste-I para la próxima temporada.

### Grupo final por el título
| Pos | Equipo         | PJ | PG | PE | PP | GF | GC | Pts | DG  | Notas                                                   |
| --- | -------------- | -- | -- | -- | -- | -- | -- | --- | --- | ------------------------------------------------------- |
| 1   | AFC Ajax       | 8  | 4  | 2  | 2  | 21 | 8  | 10  | +13 | Desempate por el título debido a la igualdad en puntos. |
| 2   | KFC            | 8  | 4  | 2  | 2  | 16 | 7  | 10  | +9  | Desempate por el título debido a la igualdad en puntos. |
| 3   | Willem II      | 8  | 4  | 2  | 2  | 16 | 17 | 10  | -1  | Desempate por el título debido a la igualdad en puntos. |
| 4   | Heracles       | 8  | 4  | 0  | 4  | 13 | 20 | 8   | -7  |                                                         |
| 5   | Velocitas 1897 | 8  | 1  | 0  | 7  | 8  | 22 | 2   | -14 |                                                         |

PJ = Partidos jugados; PG = Partidos ganados; PE = Partidos empatados; PP = Partidos perdidos; GF = Goles a favor; GC = Goles en contra; Pts = Puntos; DG = Diferencia de goles

### Desempate por el título
| Pos | Equipo    | PJ | PG | PE | PP | GF | GC | Pts | DG |
| --- | --------- | -- | -- | -- | -- | -- | -- | --- | -- |
| 1   | AFC Ajax  | 2  | 1  | 1  | 0  | 6  | 3  | 3   | +3 |
| 2   | KFC       | 2  | 1  | 1  | 0  | 4  | 3  | 3   | +1 |
| 3   | Willem II | 2  | 0  | 0  | 2  | 2  | 6  | 0   | -4 |

PJ = Partidos jugados; PG = Partidos ganados; PE = Partidos empatados; PP = Partidos perdidos; GF = Goles a favor; GC = Goles en contra; Pts = Puntos; DG = Diferencia de goles
|                         |
| Campeón Ajax 5.° título |